# بالاقلو
بالاقلو(به کردی: باڵەقڵوو، Balleqllû) روستایی از توابع بخش زیویه در شهرستان سقز است که در استان کردستان ایران قرار دارد.

## جمعیت
این روستا در دهستان گل‌تپه واقع شده و براساس سرشماری سال ۱۳۸۵، جمعیت آن ۸۲ نفر (۱۷ خانوار) بوده‌است.